# Se'irim
Se’īrīm (hebräisch שעירים) ist eine Gattung Dämonen, in der Form eines Mischwesens mit Merkmalen von Ziegen, aus dem Judentum. Hieronymus setzte sie mit den Satyrn gleich. Der Bibelwissenschaftler Samuel Bochart identifizierte die Se'irim mit den ägyptischen Ziegengöttern.
Sie werden im Tanach in Lev 17,7  und Jesaja 13,21  erwähnt und beziehen sich ursprünglich wahrscheinlich auf assyrische Ziegen-Dämonen. Im Talmud heißt es, die Se'irim können den Menschen Schaden zufügen und wären so schnell wie der Wind. In den Qumran-Fragmenten werden sie als die Kinder von Engeln und Menschen bezeichnet und haben Hörner. Zudem sei die Unterwelt voller Se'irim. Es werden Zauber zur Abwehr gegen diese Dämonen genannt.